# Катастрофа Як-40 под Кутаиси
Катастрофа Як-40 под Кутаиси — авиационная катастрофа, произошедшая пятничным утром 11 октября 1985 года в окрестностях Кутаиси. Авиалайнер Як-40 Тбилисского ОАО предприятия «Аэрофлот» выполнял плановый внутренний рейс Г-007 по маршруту Тбилиси — Кутаиси — Поти, но при заходе на посадку в аэропорту Поти лайнер ушёл на запасной в Кутаиси-2. Через 8 минут после вылета из аэродрома Кутаиси лайнер врезался в гору вблизи города Миха-Цхакая и полностью разрушился. Погибли все 14 человек на борту — 10 пассажиров и 4 члена экипажа.

## Самолёт
Як-40 с бортовым номером 87803 (заводской — 9230923, серийный — 23-09) был выпущен Саратовским авиационным заводом в 1972 году и передан Министерству гражданской авиации, которое к 15 августа направило его в Тбилисский авиаотряд Грузинского управления гражданской авиации.
Самолет с таким бортовым номером снят в советском фильме "Дело передается в суд" производства студии "Грузия-фильм" (1976), сцена в аэропорту в конце фильма.

## Экипаж
Як-40 пилотировал экипаж из 347-го лётного отряда, в состав которого входили 4 человека:
Командир воздушного судна (КВС) — М. Б. Палиани
Второй пилот — Николай Селивёрстев
Бортмеханик — Давид Шанкишвили
В салоне авиалайнера работала стюардесса (имя неизвестно)

## Катастрофа
11 октября 1985 года рейс Г-7 с 10 пассажирами и 4 членами экипажа вылетает из Тбилисского аэропорта, летящий из Тбилиси в Поти с промежуточной остановкой в Кутаиси, а рейс выполняет Як-40 борт СССР-87803. Всего на борту находились 14 человек: 10 пассажиров (9 взрослых и 1 ребёнок) и 4 члена экипажа.
Так как погода в Поти ухудшилась ниже метеорологического минимума, то рейс Г-7 был направлен на запасной аэродром Кутаиси-2, где и приземлился в 09:15. Вскоре погода в Поти улучшилась, поэтому командир экипажа провёл предполётную подготовку, а в 09:50 принял решение на полёт. При этом он не согласовал с диспетчером пункта подхода (ДПП) эшелон полёта, приняв его равным 2400 метров. Между тем, по маршруту от Кутаиси до Поти, согласно прогнозу, ожидались облака высотой 300 метров, а видимость достигала 3000 метров, что было ниже установленного метеорологического минимума 400/5000 метров, то есть исключало возможность выполнять полёт ниже нижнего эшелона.
В 10:01 Як-40 вылетел из аэропорта по магнитному курсу 270° (на запад), после чего перешёл на связь с диспетчером пункта системы посадки (ДПСП), которому доложил о выполнении взлёта. Тогда диспетчер дал команду следовать на ОПРС Маглаки на высоте 300 метров. Экипаж переспросил, действительно ли им дана команда следовать на высоте 300 метров, а не 2400 метров, на что диспетчер подтвердил — пока следовать на 300 метрах по ПВП, так как на соседний аэропорт Кутаиси-Копитнари заходит на посадку по курсу 75° авиалайнер Ан-24. В 10:03 с борта Як-40 доложили о пролёте Маглаки на высоте 300 метров, на что получили указание выставить на высотомерах приведённое минимальное давление (по уровню моря) 758 мм рт.ст. и следовать на высоте 300 метров до траверза Самтредиа.
Над Кутаиси в это время стояли дождевые облака высотой 1000 метров и шёл слабый дождь. Но по мере приближения к городу Миха-Цхакая, расположенного между Кутаиси и Поти, высота облачности постепенно снижалась до 200 метров, а дождь усиливался до ливневого. Диспетчер ДПП несколько раз объяснял ДПСП навигационную и метеорологическую обстановку на трассе, а также указывал, что экипажу рейса Г-7 необходимо подняться до заданного эшелона по утверждённой схеме полёта. Но диспетчер ДПСП не стал разбираться с обстановкой на трассе и проигнорировал замечания диспетчера ДПП. Самолёт летел строго по линии пути и в 10:06 находился в 1,5 километрах от рубежа передачи, когда диспетчер ДПСП дал экипажу указание переходить на связь с диспетчером подхода.
Экипаж теперь перешёл под руководство диспетчера ДПП, но тот в свою очередь не определил их местонахождение и не сообщил им об этом. Кроме того, велика вероятность, что диспетчер на экране радиолокатора спутал метку Як-40 с меткой летящего встречным курсом Ан-24 (заходил на посадку в аэропорт Копитнари), а расстояние между самолётами составляло 10 километров. Подтверждением этого служит бессмысленная команда экипажу Як-40 увеличить курс до 280° и следовать по ПВП на высоте 300 метров. При этом он не стал информировать экипаж о сложной погодной обстановке на трассе, что не позволяло выполнять визуальный полёт и требовало переходить на полёт по приборам. Кроме того, диспетчер сообщил экипажу о заходящем на посадку на соседний аэродром Ан-24, чем существенно ограничил их действия в принятии решения, когда после пролёта траверза Самтредиа вошёл в зону с низкой облачностью и сильным ливнем. После указания о полёте с курсом 280° диспетчер ДПП отвлёкся и перестал вести активное руководством полётом рейса Г-7. Между тем, летя через дождь на малой высоте и с высокой скоростью, экипаж при горизонтальной видимости 2000 метров с трудом мог ориентироваться по наземным объектам. С учётом отсутствия контроля за полётом со стороны диспетчера, это привело к тому, что авиалайнер начал уклоняться от линии трассы в сторону гор, которые закрывались сплошными облаками, и вскоре уклонение достигло 9 километров.
Примерно в 10:09 Як-40 влетел в сплошные облака. Зная рельеф местности в районе, над которым они пролетали, командир экипажа принял решение, для избежания столкновения с горами, выполнить левый разворот с набором высоты, чтобы вернуться на линию трассы. Но через 8 секунд, в 10:09:10 (09:09 МСК), выполняющий разворот авиалайнер с креном 15° и на высоте 340 метров, врезался в гору высотой 461 метр, расположенную в 47 километрах от Кутаиси и северней Мика-Цхакая. От удара Як-40 полностью разрушился, а все 14 человек на его борту погибли.

## Причины
В процессе управления полетом диспетчерами службы движения был допущен ряд грубых нарушений требований НПП ГА-78 и НСД ГА-81:
1. РП не организовал качественного проведения инструктажа, не осуществлял должного контроля за работой диспетчерских пунктов, не обеспечил безопасность полётов при УВД. Подменив диспетчера СДП (который ушёл на обед), он не дал информации экипажу на предварительном старте о порядке выполнения манёвра после взлета. Эти нарушения усложнили полёт самолёта.
2. Диспетчер АДП, согласовав с диспетчером ДПП эшелон полёта 2400 метров в нарушение технологии работы не передал диспетчеру СДП информацию о выдаче разрешения экипажу на полёт на данном эшелоне, что требовало набора высоты в зоне взлёта по схеме аэродрома Кутаиси.
3. Диспетчер ДПСП, не зная метеорологической и навигационной обстановки, необоснованно изменил согласованный план полёта, дав указание вместо набора назначенного эшелона 2400 метров по схеме следовать на высоте 300 метров на Маглаки. При этом он игнорировал убедительные рекомендации диспетчера ДПП о выводе самолёта на установленную схему набора заданной высоты в связи с невозможностью выполнения полета по ПВП из-за метеоусловий по маршруту, что ограничило возможности действий экипажа и привело к возникновению аварийной ситуации.
4. Диспетчер ДПП при входе самолёта в его зону не опознал его, не сообщил экипажу местонахождения и условия полёта. Зная о наличии метеоусловий ниже установленного минимума на трассе, не предупредил экипаж об этом и не принял мер к его возврату на аэродром вылета. Неправильно определив место самолёта, изменил курс полёта в сторону от установленного маршрута МВЛ и дал указание продолжать полёт на высоте, не предусмотренной планом полёта, вне трассы, что усугубило аварийную ситуацию.

Строго выполняя указания диспетчера, экипаж несвоевременно воспользовался предусмотренным НПП ГА-78 правом на отступление от плана полётов и указаний диспетчера, принял запоздалое решение на выход из района ограниченной видимости при попадании в метеоусловия ниже установленного минимума на конечном этапе полета.

Наличие сложных метеоусловий на линии фактического пути самолёта существенно повлияло на исход полета.— 

Заключение: причиной катастрофы явилась неудовлетворительная организация работ по обеспечению безопасности полётов в службе УВД аэропорта Кутаиси, низкая исполнительная дисциплина руководителя полётов, диспетчеров ДПСП и ДПП, грубо нарушивших требования НПП ГА-78 и НСД ГА-81НСД ГА-81 при необоснованном изменении плана полетов в условиях сложной метеообстановки, а также запоздалые действия экипажа по переходу с ПВП на ППП при попадании ВС в СМУ на конечном этапе полёта.

Авиационному происшествию способствовала слабая организаторская работа командно-руководящего состава Кутаисского ОАО и Грузинского УГА по обеспечению безопасности полетов.— 